# Клемент Рід
Клемент Рід (англ. Clement Reid; 1853–1916) — британський геолог та палеоботанік.

## Життєпис
Клемент Рід народився у Лондоні у 1853 році. Він був племінником відомого вченого Майкла Фарадея. З огляду на сімейні обставини він був значною мірою самоучкою, але, тим не менш, у 1874 році почав працювати у Геологічній службі Великої Британії та взяв участь у складанні геологічних карт у різних частинах країни. У 1894  році його призначили геологом, а у 1901 році окружним геологом. У 1913 році він вийшов на пенсію.
Клемента Ріда особливо цікавили геологічні відкладення третинного періоду та їх палеонтологія. 
У 1897 році Рід одружився із Елеанор Мері Едвардс, і саме завдяки їхній співпраці в галузі палеоботаніки вона стала однією з провідних жінок-геологів.  У 1899 році вийшла перша книга подружжя Рід, The Origin of the British Flora, яка була присвячена палеоботаніці. Клемент Рід відзначив, що Елеанор допомогла зібрати близько 100 зразків з родовища біля села West Wittering. Саме їм двом приписують встановлення того, що «флору можна було надійно реконструювати з джерел, багатих викопними рештками». У 1907 році вийшла наступна, друга книга The Fossil Flora of Tegelen-sur-Meuse, near Venloo, in the Province of Limburg, в якій окрім палеоботаніки було розглянуто питання, що стосувалися геологічної епохи плейстоцену. Остання книга, яку вони опублікували разом, була у 1915 році, за рік до смерті її чоловіка Клемента Ріда, під назвою The Pliocene Floras of the Dutch-Prussian Border, яка була орієнтована як на теми палеоботаніки, так і геологічної епохи пліоцену.
У 1886 році Клемент Рід отримав нагороду від Фонду Мерчісона, у 1897 був нагороджений Медаллю Бігсбі, у 1875 році був обраний членом Геологічного товариства та був віцепрезидентом Геологічного товариства у 1913-1914 роках. У 1888 році він став членом Лондонського Ліннеївського товариства.